# PO.CO.MA.CO

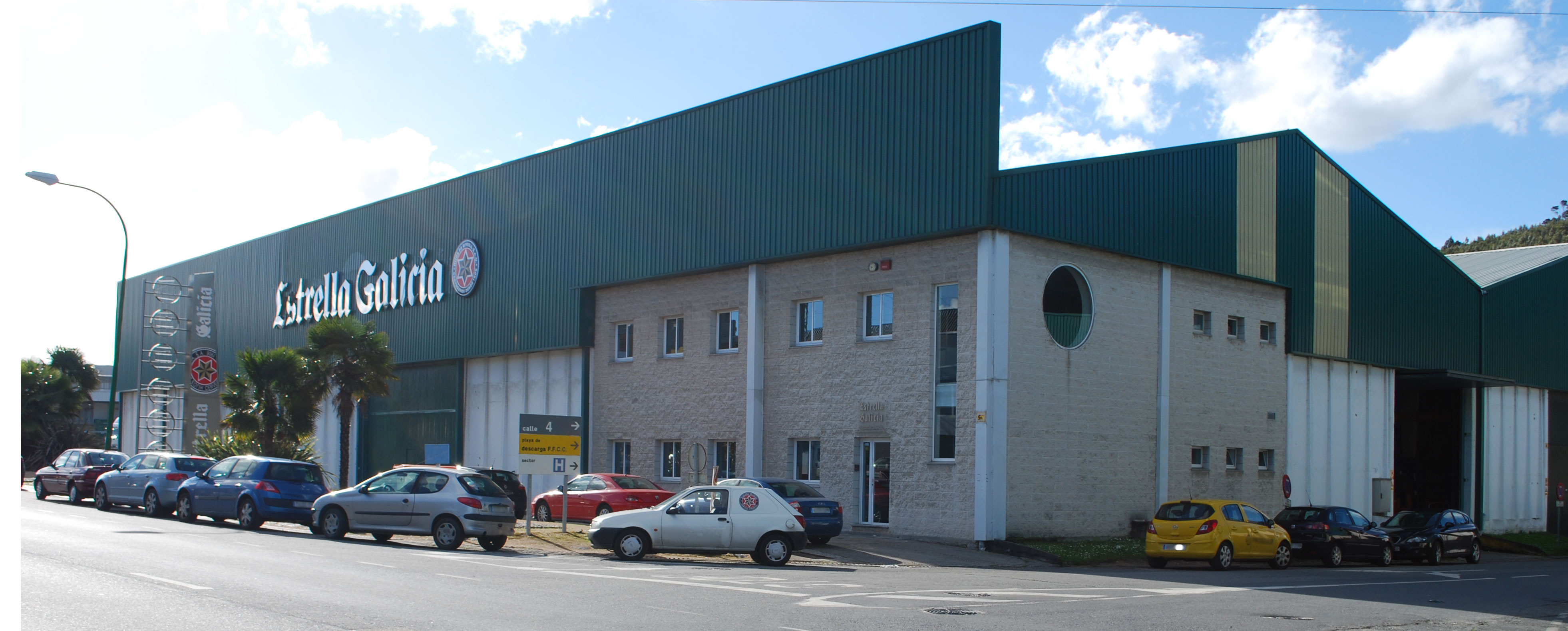
Centro loxístico Estrella Galicia Pocomaco A Coruña Galiza Spain

PO.CO.MA.CO, siglas de Polígono Comercial Mayorista de la Coruña, es un polígono comercial situado en Mesoiro a 5 km de La Coruña, que cuenta con 376 empresas instaladas, y está gestionado por la Asociación de Empresarios del Polígono de Pocomaco. Cuenta con derivación particular ferroviaria propia con capacidad para 200 vagones, estación de servicio, estafeta de correos y alcantarillado con depuradora. El servicio de autobús urbano lo conecta con el centro de la ciudad mediante las líneas 21, 23 y 23A.
La superficie total del polígono asciende a 736.000 metros cuadrados, de los cuales 479.440 se destinan a parcelas.
En febrero de 1967 se realizó la Asamblea Constitutiva en la que se creaba la Asociación de Empresarios. Las obras de urbanización del polígono comenzaban en julio de 1972, y terminaban en diciembre de 1974, con una inversión sólo en adquisición de terrenos, urbanización y obras accesorias de 15.025.303 €, a la que se le suman 85.343.720 € de la construcción de naves, instalaciones y equipamientos, arrojando un total de 100.369.023 €.
En 2008 se registró una intensidad media diaria de tráfico de 20.000 vehículos, de los cuales un 70% es de tráfico pesado.